# قرار مجلس الأمن التابع للأمم المتحدة رقم 872
اتُّخِذَ قرار مجلس الأمن التابع للأمم المتحدة رقم 872 بالإجماع في 5 تشرين الأول / أكتوبر 1993، بعد إعادة التأكيد على القرارين 812 (1993) و846 (1993) بشأن الحالة في رواندا والقرار 868 (1993) بشأن أمن عمليات الأمم المتحدة، شدد المجلس على ضرورة وجود قوة دولية في البلاد، وبالتالي أنشأ بعثة الأمم المتحدة لمساعدة رواندا.
تم الترحيب بتوقيع اتفاقيات أروشا ولجهود منظمة الوحدة الأفريقية وتنزانيا في هذا الصدد. وخلص الأمين العام بطرس بطرس غالي إلى أن التعاون الكامل بين الطرفين مع بعضهما البعض ضروري للأمم المتحدة حتى تنفذ ولايتها. وفي هذا الصدد، أُنشئ المجلس بعثة الأمم المتحدة لتقديم المساعدة إلى رواندا لمدة ستة أشهر بشرط تمديدها إلى ما بعد التسعين يومًا الأولى بعد استعراض المجلس إما إذا كان قد تم إحراز تقدم في تنفيذ اتفاقات أروشا. ثم قرر بعد ذلك أن تكون للبعثة الولاية التالية:
(أ) المساهمة في أمن كيغالي؛
(ب) مراقبة وقف إطلاق النار الذي دعا إلى إقامة المعسكرات ومناطق التجمع وترسيم المنطقة الجديدة منزوعة السلاح؛
(ج) مراقبة الوضع الأمني خلال الفترة الأخيرة من ولاية الحكومة الانتقالية في الفترة التي تسبق الانتخابات؛
(د) المساعدة في إزالة الألغام؛
(هـ) التحقيق في عدم الامتثال لاتفاقات أروشا؛
(و) رصد عودة اللاجئين الروانديين إلى الوطن وإعادة توطين المشردين؛
(ز) المساعدة في تنسيق المساعدة الإنسانية؛
(ح) التحقيق والإبلاغ عن الحوادث المتعلقة بأنشطة الدرك والشرطة.
سيتم دمج بعثة مراقبي الأمم المتحدة في أوغندا - رواندا في بعثة الأمم المتحدة لتقديم المساعدة إلى رواندا، ووافق المجلس كذلك على قرار بطرس غالي الذي ينص على أن يتم نشر وانسحاب بعثة الأمم المتحدة لتقديم المساعدة إلى رواندا على مراحل، وفي هذا الصدد، فإن ولاية بعثة الأمم المتحدة لتقديم المساعدة إلى رواندا، في حالة تمديدها، من المتوقع أن تنتهي بعد الانتخابات الوطنية وتنصيب حكومة جديدة في رواندا، المقرر إجراؤها بحلول أكتوبر 1995. تم تفويض الأمين العام بنشر أول وحدة قوامها 2548 جنديًا في كيغالي لفترة أولية مدتها ستة أشهر، مما يسمح لها بإنشاء مؤسسات انتقالية وتنفيذ الأحكام الأخرى لاتفاق أروشا للسلام.
كما طلب منه الإبلاغ عن التقدم الذي أحرزته بعثة الأمم المتحدة لتقديم المساعدة إلى رواندا ومتطلبات زيادة حجمها وتشكيلها. كما طلب منه الحفاظ على الحد الأقصى لقوة البعثة عند أدنى مستوى ممكن، على سبيل المثال، من خلال نشر تدريجي، وكان لابد من النظر في تخفيض القوة. ورحب المجلس باعتزام الأمين العام تعيين ممثل خاص لقيادة البعثة. وطلب منه الاتفاق على وضع القوات في غضون 30 يومًا.
وأخيراً، دعا القرار الأطراف إلى ضمان سلامة موظفي الأمم المتحدة والدول الأعضاء والوكالات المتخصصة والمنظمات غير الحكومية للمساهمة بالمساعدات الاقتصادية والمالية والإنسانية للشعب وفي إرساء الديمقراطية في رواندا.

## روابط خارجية
- نص القرار في undocs.org